# Reckweilerhof
Der Reckweilerhof ist ein Ortsteil der im rheinland-pfälzischen Landkreis Kusel liegenden Kleinstadt Wolfstein.

## Geografische Lage
Der Ort liegt im Nordpfälzer Bergland rund drei Kilometer nördlich der Kernstadt unmittelbar an der Lauter. Im Ort zweigt die Landesstraße 368 nach Aschbach von der Bundesstraße 270 ab. Der Reckweilerhof verfügt zudem über einen Haltepunkt an der Lautertalbahn.

## Geschichte
Der Reckweilerhof wurde 1220 als „Regewilre“ erstmals urkundlich erwähnt und gehörte dem Kloster Offenbach. Vögte des Klosters waren anfangs die Grafen des Nahegaus, später Kurpfalz und ab 1480 Pfalz-Zweibrücken. Beim Reckweilerhof soll die Altenburg gelegen haben, eine vermutete, aber nicht nachgewiesene Burgstelle. Von 1601 bis 1635 war der Hof an die Grafen von Pfalz-Veldenz in Lauterecken verpachtet. 1768 mit dem Selz- und Hagenbacher Tausch kam der Reckweilerhof wieder zur Kurpfalz und gehörte zum Unteramt Wolfstein.
Vom ehemaligen Hofgut sind nur noch Spolien erhalten, die in den später errichteten Gebäuden verbaut wurden.

## Verkehr

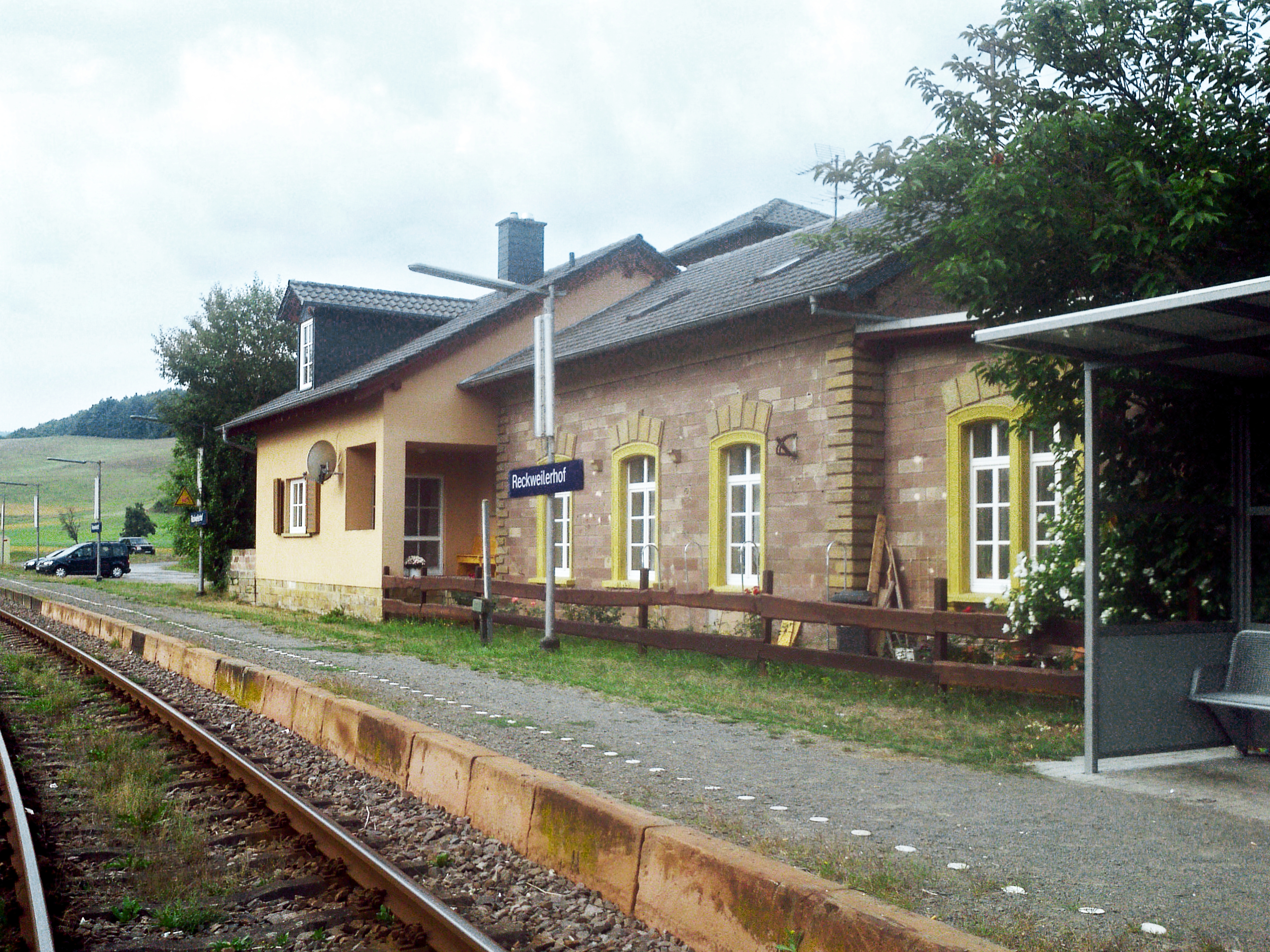
Haltepunkt Reckweilerhof

Der Bahnhof lag an der Lautertalbahn. Bis 1898 hieß er Röckweilerhof-Tiefenbach und ab 1898 Röckweilerhof. Seit dem 8. Oktober 1933 trägt er die Bezeichnung Reckweilerhof. Er verfügte er als einziger Bahnhof zwischen Wolfstein und Lauterecken über ein Anschlussgleis, das zu einer Kalkmühle führte. 1959 wurde er zum Haltepunkt herabgestuft.

## Wissenswert
Vor Ort trägt ein Hotel und Restaurant den Namen Reckweilerhof.